# От-Мбому
От-Мбому̀ (на френски: Haut-Mbomou) е една от 14-те административни префектури на Централноафриканската република. Разположена е в източната част на страната и граничи с Южен Судан и Демократична република Конго. Площта на префектурата е 55 530 км², а населението е около 38 000 души (2003). Гъстотата на населението в От-Мбому е около 0,69 души/км². Столица на префектурата е град Обо.